# Výrobní prostředek
Výrobní prostředek je kapitálový statek používaný při výrobě zboží, který však hmotně nepřechází do produktu a je ve výrobním procesu nasazován opakovaně. Patří sem například budovy továren, nástroje, stroje a přístroje.
Pojem výrobní prostředek je jedním z klíčových pojmů krajně levicových ideologií. Dle těchto ideologií buržoazie vlastnící výrobní prostředky vykořisťuje dělnickou třídu (tzv. proletariát), proto je nutné převést výrobní prostředky do vlastnictví státu či přímo dělnické třídy. Některé ideologie toho chtějí dosáhnout revolucí, zatímco jiné ideologie se toho snaží dosáhnout nenásilnou, demokratickou cestou.